# Родоливос
Родоли́вос (греч. Ροδολίβος) — малый город в Греции. Расположен на высоте 360 метров над уровнем моря на склоне Пангеона, в восточной части долины Стримона (Струмы), в 41 километре к юго-востоку от Сере, в 92 километрах к северо-востоку от Салоник и в 327 километрах к северу от Афин. Административный центр общины (дима) Амфиполис в периферийной единице Сере в периферии Центральная Македония. Население 2072 жителя по переписи 2011 года. Площадь 55,451 квадратного километра.
В древности между реками Стримон и Нестос (Места) обитало фракийское племя эдоны.
По завещанию Кали, супруги куропалата Сумбата Бакуриани, Радолив в 1103 году перешел во владение Иверского монастыря на Афоне.
В 1920 году (ΦΕΚ 2Α) создано сообщество Родоливос.

## Население
| Год  | Население, человек |
| ---- | ------------------ |
| 1991 | 2847               |
| 2001 | 2477               |
| 2011 | ↗ 2072             |